# Соляник Руслан Олексійович
Руслан Олексійович Соляник (8 серпня 1984, Полтава — 26 грудня 2024) — український футболіст, півзахисник.

## Кар'єра
У ДЮФЛ виступав за ДЮСШ ім. І. Горпінка.
На професійному рівні почав грати у донецькому «Металурзі-2». 2003 року виступав за дубль московського «Локомотива».
Сезон 2004–2005 років провів у полтавській «Ворсклі-Нафтогаз». У вищій лізі дебютував 29 серпня 2004 у матчі проти ужгородського «Закарпаття» (1:0).
Влітку 2005 року перейшов до криворізького «Кривбасу». Але виступав виключно за «Кривбас-2» та дубль.
Взимку 2006 року перейшов у сімферопольську «Таврію», підписавши дворічний контракт. У команді не зміг закріпитися в основі і перейшов у маріупольський «Іллічівець». У сезоні 2007–2008 років допоміг «азовцям» виграти чемпіонат першої ліги і вийти до Прем'єр-ліги. У квітні 2009 року залишив «Іллічівець».
Влітку 2009 року побував на перегляді в київській «Оболоні» та луганській «Зорі». Але перейшов у «Олександрію».
Протягом 2010 року грав у казахському «Жетису», після чого повернувся на батьківщину, підписавши контракт з першоліговим «Чорноморцем», якому в першому ж сезоні допоміг зайняти 2 місце і вийти в Прем'єр-лігу, де провів ще півроку. 12 грудня 2011 року у Соляника закінчився контракт з одеським «Чорноморцем», який був розрахований на 1,5 року і футболіст покинув клуб.
2012 року грав за першоліговий МФК «Миколаїв», але закріпитися у команді не зумів.
З початку 2013 року грав у друголіговому кременчуцькому «Кремені», але вже влітку перейшов до першолігового армянського «Титана».
Помер 26 грудня 2024 року у віці 40 років.

## Статистика
| Сезон     | Клуб               | Ліга                | Чемпіонат | Чемпіонат | Кубок | Кубок | Загалом | Загалом |
| Сезон     | Клуб               | Ліга                | Матчі     | Голи      | Матчі | Голи  | Матчі   | Голи    |
| --------- | ------------------ | ------------------- | --------- | --------- | ----- | ----- | ------- | ------- |
| 2002—2003 | «Металург-2» Д     | Друга ліга          | 7         | —         | —     | —     | 7       | —       |
| 2004—2005 | «Ворскла-Нафтогаз» | Вища ліга           | 18        | —         | 1     | —     | 19      | —       |
| 2005—2006 | «Кривбас-2»        | Друга ліга          | 9         | 2         | —     | —     | 12      | 2       |
| 2005—2006 | «Таврія» С         | Вища ліга           | 3         | —         | —     | —     | 12      | 2       |
| 2006—2007 | «Таврія» С         | Вища ліга           | 10        | —         | 4     | 1     | 14      | 1       |
| 2007—2008 | «Іллічівець»       | Перша ліга          | 27        | 1         | 4     | —     | 31      | 1       |
| 2008—2009 | «Іллічівець»       | Прем'єр ліга        | 14        | —         | 1     | —     | 15      | —       |
| 2009—2010 | ПФК «Олександрія»  | Перша ліга          | 5         | —         | 2     | —     | 7       | —       |
| 2010—2011 | «Чорноморець» О    | Перша ліга          | 13        | —         | —     | —     | 13      | —       |
| 2011—2012 | «Чорноморець» О    | Прем'єр ліга        | 4         | —         | 2     | —     | 10      | —       |
| 2011—2012 | МФК «Миколаїв»     | Перша ліга          | 4         | —         | —     | —     | 10      | —       |
| 2012—2013 | МФК «Кремінь»      | Друга ліга          | 8         | —         | —     | —     | 8       | —       |
| Всього:   | Всього:            | Вища / Прем'єр ліга | 49        | —         | 8     | 1     | 57      | 1       |
| Всього:   | Всього:            | Перша ліга          | 47        | 1         | 6     | —     | 43      | 1       |
| Всього:   | Всього:            | Друга ліга          | 14        | 2         | —     | —     | 14      | 2       |